# Галактическая плоскость

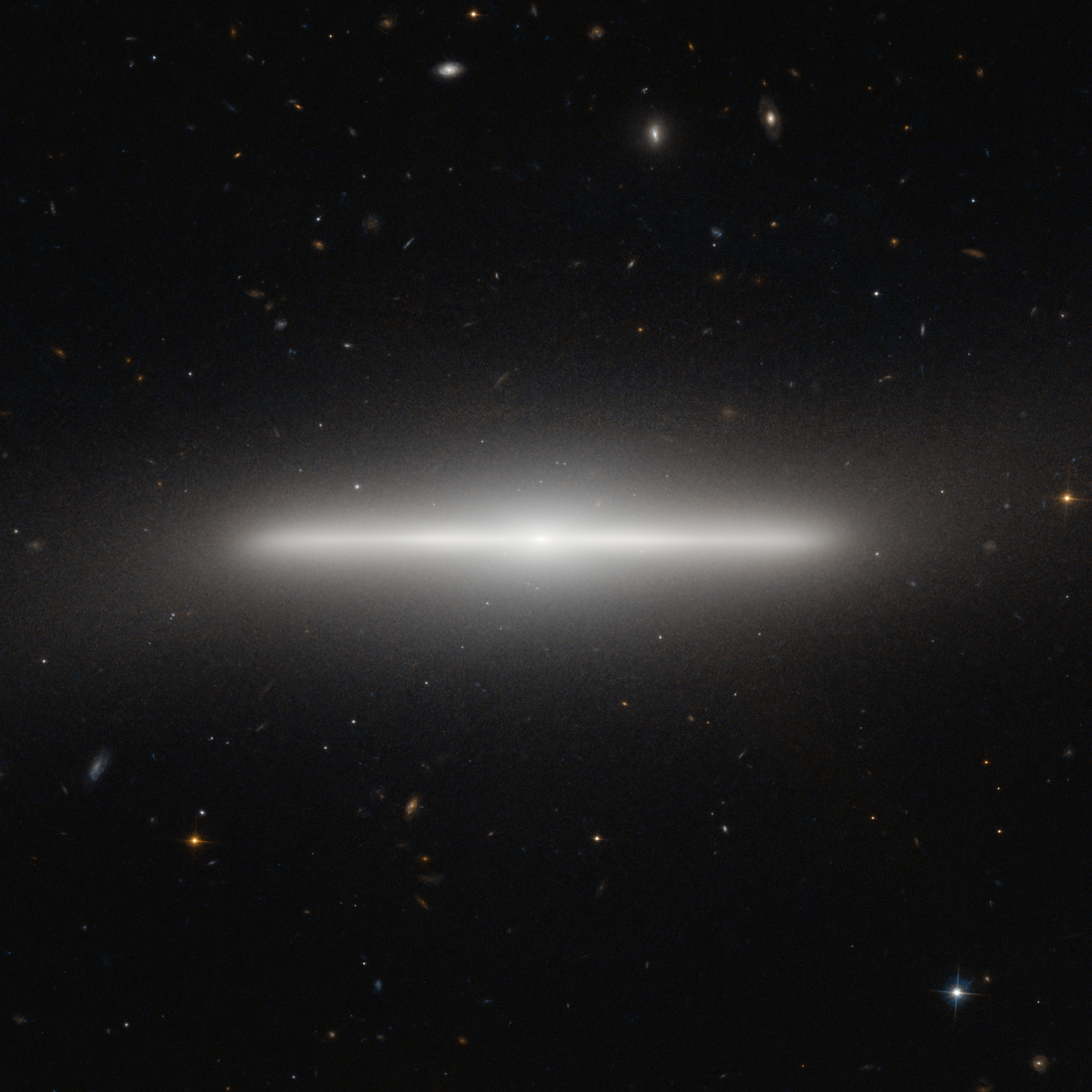
Галактика NGC 4452 видна с ребра: наблюдается плоскость галактики с ядром в центре.

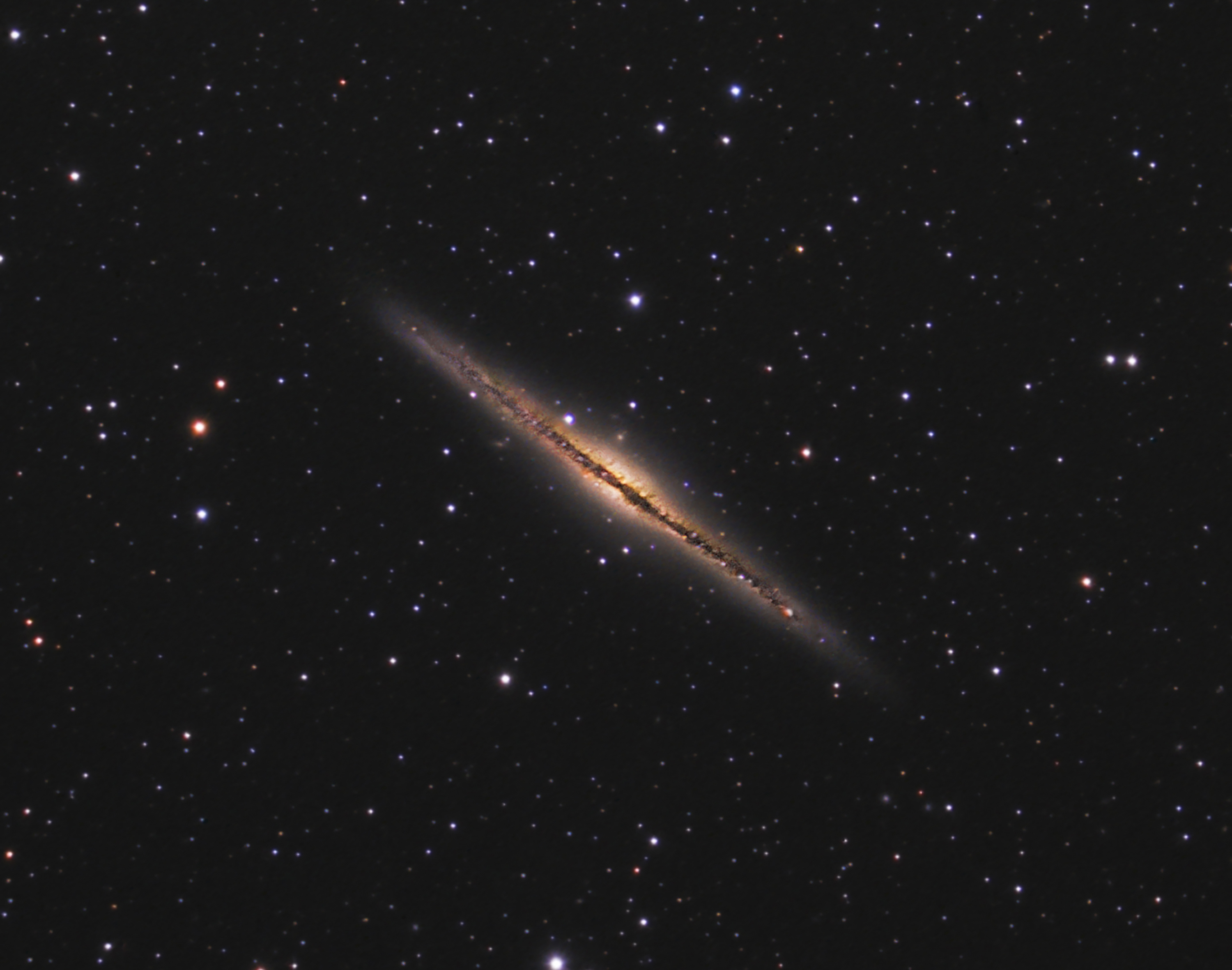
Наблюдаемая с ребра спиральная галактика NGC 891 обладает большим количеством пыли в плоскости диска.

Галактическая плоскость — плоскость, в которой расположена большая часть массы дисковой галактики. Перпендикулярные к галактической плоскости направления указывают на полюса галактики. Наиболее часто термины «галактическая плоскость» и «полюса галактики» применяются для обозначения плоскости и полюсов Млечного Пути.
Некоторые галактики являются неправильными и не имеют чётко определённого диска. Даже в случае спиральной галактики с баром (к такому типу принадлежит Млечный Путь) определение галактической плоскости сопряжено со сложностями, поскольку звёзды в галактике не лежат строго в одной плоскости. В 1959 году МАС определил положение северного галактического полюса Млечного Пути как точку с координатами α=12h 49m, δ=27° 24′ на эпоху B1950. В современную эпоху J2000 после внесения поправки за эффект прецессии координаты северного полюса Галактики равны α=12h 51m 26.282s, δ=27° 07′ 42.01″. Данная точка находится в созвездии Волос Вероники, недалеко от Арктура; южный полюс Галактики расположен в созвездии Скульптора.
Направление отсчёта галактической долготы было также определено в 1959 году, данное направление составляет угол 123° с направлением на северный полюс мира. Следовательно, точка нулевой долготы имеет координаты α=17h 42m 26.603s, δ=−28° 55′ 00.445″ (B1950) или α=17h 45m 37.224s, δ=−28° 56′ 10.23″ (J2000), позиционный угол на эпоху J2000 равен 122,932°.